# Lijst van oorlogsmonumenten in Waadhoeke
De Nederlandse gemeente Waadhoeke heeft 29 oorlogsmonumenten. Hieronder een overzicht. 
| Nr.  | Object                                                             | Herdachte groep                                                                            | Ontwerper                                     | Onthulling        | Type            | Locatie                        | Plaats                                               | Coördinaten                    | Foto                                    |
| ---- | ------------------------------------------------------------------ | ------------------------------------------------------------------------------------------ | --------------------------------------------- | ----------------- | --------------- | ------------------------------ | ---------------------------------------------------- | ------------------------------ | --------------------------------------- |
| 141  | Monument in het Verenigingsgebouw                                  | verzet Nederland                                                                           | Jan Hallema                                   | 15 februari 1950  | overig          |                                | Berlikum                                             | 53° 14' 38" NB, 5° 39' 6" OL   |                                         |
| 182  | Monument begraafplaats Kerk van Menaldum                           | verzet Nederland                                                                           |                                               |                   | gedenksteen     | Skilpaed 2                     | Menaldum                                             | 53° 12' 59" NB, 53° 12' 59" OL |                                         |
| 183  | Astronomisch uurwerk kerk Wier van Fred Bruijn                     | overig                                                                                     |                                               | 6 augustus 1946   | overig          |                                | Wier                                                 | 53° 15' 4" NB, 5° 37' 21" OL   | Meer afbeeldingen                       |
| 185  | Gedenksteen in de boerderij van Andreae                            | verzet Nederland                                                                           |                                               |                   | gedenksteen     | Buorren 41, 9031 XS            | Boksum                                               | 53° 10' 37" NB, 5° 43' 32" OL  |                                         |
| 213  | Gedenkraam in het Psychiatrisch Ziekenhuis                         | overig                                                                                     | Firma Bogtman                                 | 28 november 1946  | glas-in-lood    | Academiestraat 10, 8801 LJ     | Franeker                                             | 53° 11' 7" NB, 5° 32' 23" OL   |                                         |
| 216  | Monument in de Hervormde kerk                                      | verzet Nederland                                                                           |                                               | 4 mei 1965        | plaquette       | Dorpsstraat 8, 8808 HL         | Dongjum                                              | 53° 11' 4" NB, 5° 28' 55" OL   |                                         |
| 219  | Monument aan de voorgevel van de Zilverstraatkerk                  | koopvaardijpersoneel, militairen in dienst van het Ned. Kon. 1940-1945, burgerslachtoffers |                                               |                   | plaquette       | Zilverstraat, 8801 KA          | Franeker                                             | 53° 11' 14" NB, 5° 32' 49" OL  | Meer afbeeldingen                       |
| 220  | Plaquette aan gevel van Gertrudiskerk                              | burgerslachtoffers                                                                         |                                               |                   | plaquette       |                                | Achlum                                               | 53° 8' 55" NB, 5° 28' 51" OL   |                                         |
| 224  | Monument bij de Sint-Joriskerk                                     | burgerslachtoffers                                                                         | A. Stellingwerf                               | 1945              | Kruis           | Haerdawei, 8854 AB             | Oosterbierum                                         | 53° 14' 3" NB, 5° 30' 39" OL   |                                         |
| 226  | Monument Evacuatie van Venlo in gemeentehuis van het Bildt         | overig                                                                                     | Charles Vos                                   | 23 september 1946 | reliëf          | Van Harenstraat 47, 9076 BT    | Sint Annaparochie                                    | 53° 16' 37" NB, 5° 39' 42" OL  | Meer afbeeldingen                       |
| 247  | Monument voor Frans Andries Gerbens                                |                                                                                            |                                               |                   | plaquette       |                                | Menaldum                                             | 53° 13' 2" NB, 5° 39' 49" OL   |                                         |
| 250  | Gedenkteken vluchtelingen uit Venlo en Tiel                        | overig                                                                                     |                                               | 26 juni 1950      | overig          | Dyksterbuorren 33, 9036 MR     | Menaldum                                             | 53° 13' 4" NB, 5° 39' 41" OL   |                                         |
| 262  | Indië-monument in gemeentehuis van het Bildt                       | militairen in dienst van het Ned. Kon. na 1945                                             | Henk Rusman                                   | 6 juli 2000       | plaquette       | Van Harenstraat 47, 9076 BT    | Sint Annaparochie                                    | 53° 16' 37" NB, 5° 39' 42" OL  |                                         |
| 1061 | Gedenkteken Limburgse evacués                                      | overig                                                                                     |                                               |                   | overig          | Harlingerweg 18, 8801 PA       | Franeker                                             | 53° 11' 4" NB, 5° 31' 55" OL   | Gedenkteken Limburgse evacués           |
| 1730 | Verzetsmonument                                                    | verzet Nederland                                                                           | Steenhouwerij Klaas de Vries                  | 19 november 1949  | gedenksteen     | Rijksstraatweg, 9036 JA        | Menaldum                                             | 53° 12' 16" NB, 5° 40' 50" OL  | Verzetsmonument                         |
| 1732 | Monument bij het Van Harinxmakanaal, Fusillade bij Dronrijp        | verzet Nederland                                                                           | Pruis, Postema en Oostenburg                  | 11 april 1949     | overig          | It Heech, 9035 AD              | Dronrijp                                             | 53° 11' 24" NB, 5° 38' 28" OL  | Meer afbeeldingen                       |
| 1733 | Plaquette in het gemeentehuis                                      | verzet Nederland                                                                           | J. Bakker                                     | 4 mei 1982        | plaquette       | Dyksterbuorren 33, 9036 MR     | Menaldum                                             | 53° 13' 4" NB, 5° 39' 41" OL   |                                         |
| 1737 | Verzetsmonument in gemeentehuis van het Bildt                      | verzet Nederland                                                                           | Henk Rusman                                   |                   | plaquette       | Van Harenstraat 47, 9076 BT    | Sint Annaparochie                                    | 53° 16' 37" NB, 5° 39' 42" OL  |                                         |
| 1791 | Oorlogsmonument aan gevel kerk                                     | militairen in dienst van het Ned. Kon. 1940-1945, burgerslachtoffers, vervolgden Nederland |                                               | 4 mei 1994        | plaquette       | Kerkbuurt 1                    | Hitzum                                               | 53° 9' 58" NB, 5° 31' 9" OL    | Oorlogsmonument aan gevel kerk          |
| 1792 | Bevrijdingsmonument                                                | algemeen, geallieerde militairen                                                           |                                               |                   | boom            | Jan Bogtstrastraat, 8801 VH    | Franeker                                             | 53° 11' 3" NB, 5° 32' 4" OL    | Bevrijdingsmonument                     |
| 1794 | Indië-monument op kerkhof Johanneskerk                             | militairen in dienst van het Ned. Kon. na 1945                                             |                                               | 17 september 1997 | gedenksteen     |                                | Tzum                                                 | 53° 9' 31" NB, 5° 33' 48" OL   |                                         |
| 1795 | Oorlogsmonument                                                    | verzet Nederland                                                                           | Steenhouwerij Wicubo (Wiebe Cuperus Bolsward) | 4 mei 1965        | gedenksteen     | Riedsterweg 3, 8808 HM         | Dongjum                                              | 53° 12' 32" NB, 5° 33' 4" OL   |                                         |
| 1855 | Verzetsmonument                                                    | burgerslachtoffers, vervolgden Nederland, verzet Nederland                                 | Steenhouwerij J.W. de Vries                   | 18 november 1988  | gedenksteen     | Rijksweg                       | Herbaijum                                            |                                | Verzetsmonument                         |
| 1856 | Ontworsteld aan de slavernij                                       | algemeen                                                                                   | Jouke Baarda                                  | 1 juni 1946       | overig          | De Terp, 8855 CD               | Sexbierum                                            | 53° 13' 5" NB, 5° 28' 57" OL   |                                         |
| 2691 | Oorlogsmonument                                                    | allen                                                                                      | Verena Wagner                                 | 4 mei 2005        | overig          | Oosteinde 1, 9079 KZ           | Sint Jacobiparochie                                  | 53° 16' 22" NB, 5° 36' 11" OL  | Meer afbeeldingen                       |
| 3352 | Monument voor Martijn Rendert Rosier in gemeentehuis van het Bildt | militairen in dienst van het Ned. Kon. na 1945                                             | Henk Rusman                                   | 29 april 2009     | plaquette       | Van Harenstraat 47, 9076 BT    | Sint Annaparochie                                    | 53° 16' 37" NB, 5° 39' 41" OL  |                                         |
| 3546 | Bezinningmonument                                                  | militairen in dienst van het Ned. Kon. na 1945                                             | Henk Lampe                                    | 2005              | beeld/sculptuur | Martiniplantsoen, 8801 LK      | Franeker                                             | 53° 11' 12" NB, 5° 32' 44" OL  | Meer afbeeldingen                       |
| 3614 | Strijdt de goede strijd                                            | algemeen                                                                                   | Marijcke Visser                               | 1955              | reliëf          | Steven Huygenstraat 4, 9076 AP | Sint Annaparochie                                    | 53° 16' 42" NB, 5° 39' 33" OL  | Meer afbeeldingen                       |
| 4550 | Joods namenmonument Kibboets op de klei                            | vervolgden Nederland                                                                       | Marcel van Zijp                               | 3 november 2022   | gedenksteen     | Dreeslaan, 8801 PA             | Franeker                                             | 53° 11' 5" NB, 5° 31' 52" OL   | Joods namenmonument Kibboets op de klei |
|      | Stolpersteine                                                      | vervolgden Nederland                                                                       | Gunter Demnig                                 |                   | reliëf          | Zie Stolpersteine in Waadhoeke | Beetgum, Beetgumermolen, Berlikum, Marssum, Menaldum |                                | Meer afbeeldingen                       |

Achtkarspelen ·
Ameland ·
Dantumadeel ·
De Friese Meren ·
Harlingen ·
Heerenveen ·
Leeuwarden ·
Noardeast-Fryslân ·
Ooststellingwerf ·
Opsterland ·
Schiermonnikoog ·
Smallingerland ·
Súdwest-Fryslân ·
Terschelling ·
Tietjerksteradeel ·
Vlieland ·
Waadhoeke ·
Weststellingwerf